# Enicospilus lovejoyi
Enicospilus lovejoyi là một loài tò vò trong họ Ichneumonidae.